# مخيم الأمعري

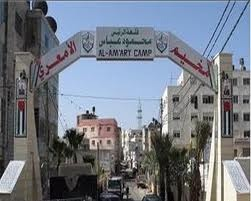
مدخل مخيم الامعري 2014

مخيم الأمعري هو مخيم فلسطيني للاجئين في محافظة رام الله والبيرة، يقع على بعد كيلومترين جنوب مدينة البيرة في وسط الضفة الغربية. وفقًا للجهاز المركزي للإحصاء الفلسطيني، بلغ عدد السكان الذين يسكنون داخل المخيم 5,719 نسمة في منتصف عام 2006. يوجد في مخيم الأمعري 10,377 لاجئ مسجل.
في عام 1949، أنشأ الصليب الأحمر مخيم الأمعري على مساحة 90 دونمًا استأجرتها وكالة الأونروا داخل حدود بلدية مدينة البيرة؛ لإيواء اللاجئين الفلسطينيين المهجرين من مدن اللد ويافا والرملة. بحلول عام 1957، استبدلت جميع الخيام في المخيم بمنازل من الأسمنت. كحال معظم مخيمات الضفة الغربية، يعاني المخيم من الاكتظاظ وسوء شبكات الصرف الصحي والمياه. يقع المخيم تحت سيطرة السلطة الفلسطينية منذ عام 1995.
توجد في المخيم مدرستان، واحدة للبنين وبها 1250 تلميذا، والأخرى للبنات وبها 970 تلميذة.
فاز فريق مخيم الأمعري لكرة القدم ببطولة فلسطين لكرة القدم عدة مرات وتم تعيينه لتمثيل فلسطين في المسابقات الإقليمية والدولية.
في عام 2016، أسس مغني الراب الألماني فيليكس بلوم المعروف باسم «كوليغاة»، أسس مدرسة باسمه لتوفير التعليم لأطفال المخيم.

## أعلام بارزون
- رمزي أبو رضوان نشأ في مخيم الأمعري.[6][7]

## التعليم
تقدّم وكالة الأونروا التعليم في المخيم من خلال إدارة مدارس للبنين والبنات. على الرغم من التحديات، فإن نسبة الأمية بين السكان تقل وتتراوح ما بين 3-5%.

## التحديات الاقتصادية:[8]
يواجه سكان المخيم تحديات اقتصادية كبيرة، حيث كانوا يعتمدون بشكل كبير على مساعدات وكالة الأونروا والعمل في مختلف المجالات داخل وخارج المخيم، لكن مع تدهور الوضع الاقتصادي وبداية الاضطرابات
بدأوا بالعمل داخل الخط الاخضر والكثير من امتهن حرفة شخصية داخل المخيم مثل محلات البقالة والخضار .

## وصلات خارجية
- مخيم الأمعري، وكالة الأمم المتحدة لإغاثة وتشغيل اللاجئين الفلسطينيين.
- صفحة مخيم الأمعري في موقع «فلسطين في الذاكرة».